# 990 (szám)
A 990 (római számmal: CMXC) egy természetes szám, háromszögszám, az első 44 pozitív egész szám összege.

## A szám a matematikában
A tízes számrendszerbeli 990-es a kettes számrendszerben 1111011110, a nyolcas számrendszerben 1736, a tizenhatos számrendszerben 3DE alakban írható fel.
A 990 páros szám, összetett szám, kanonikus alakban a 21 · 32 · 51 · 111 szorzattal, normálalakban a 9,9 · 102 szorzattal írható fel. Huszonnégy osztója van a természetes számok halmazán, ezek növekvő sorrendben: 1, 2, 3, 5, 6, 9, 10, 11, 15, 18, 22, 30, 33, 45, 55, 66, 90, 99, 110, 165, 198, 330, 495 és 990.
A 990 négyzete 980 100, köbe 970 299 000, négyzetgyöke 31,46427, köbgyöke 9,96655, reciproka 0,0010101. A 990 egység sugarú kör kerülete 6220,35345 egység, területe 3 079 074,960 területegység; a 990 egység sugarú gömb térfogata 4 064 378 946,9 térfogategység.